# Hycleus benuensis
Hycleus benuensis es una especie de coleóptero de la familia Meloidae.

## Distribución geográfica
Habita en el Níger.